# Karadzor
Karadzor – wieś w Armenii, w prowincji Lorri. W 2011 roku liczyła 331 mieszkańców.